# Ulysse (chanson de Ridan)
Pour les articles homonymes, voir Heureux qui comme Ulysse (homonymie).
Pistes de L'Ange de mon démon
J’en peux plus Rentre chez toi
Ulysse est une chanson de Ridan sortie en 2007. La chanson reprend le célèbre poème Heureux qui comme Ulysse de Joachim du Bellay, extrait du recueil Les Regrets de 1558.